# Gobernanza mundial
| Espacios de gobernanza mundial                                                                                         |
| Según el Experto Independiente sobre la promoción de un orden internacional democrático y equitativo (Naciones Unidas) |
| Grupo de los Siete (G7)                                                                                                |
| Grupo de los 20 (G20)                                                                                                  |
| BRICS |
| Grupo de los 77 |
| Movimiento de Países No Alineados                                                                                      |
| El experto también ha incluido el Foro Económico Mundial y el Grupo Bilderberg.                                        |

El tema de la gobernanza mundial aparece en el contexto de la llamada globalización. Ante la aceleración de las interdependencias – a escala mundial – entre las sociedades humanas y también entre la humanidad y la biosfera, la “gobernanza mundial” sirve para definir la elaboración de reglas en esta escala. A sí mismo, denota un sistema compuesto tanto por instituciones gubernamentales como por mecanismos informales no gubernamentales y asocia a actores políticos, que en conjunto, reflejan el hecho de que el sistema de Estado no es la única fuente de potencia contemporánea.
Antes del fin de la Guerra Fría se trataba principalmente de regular y limitar el poder de los Estados para evitar los desequilibrios de poder y la ruptura del statu quo, el desafío actual de la gobernanza mundial consiste en tener un mayor peso colectivo sobre el destino del mundo mediante el establecimiento de un sistema de regulación de las numerosas interacciones que superan la posibilidad de acción de los Estados. Por el contrario, la homogeneización política del planeta, gracias a la aparición de la llamada democracia liberal, que se declina en formas diferentes, eventualmente podría facilitar el establecimiento de un sistema de gobernanza mundial que supera el laissez-faire del mercado y la paz democrática imaginada originalmente por Immanuel Kant, y que puede considerarse una especie de laissez-faire geopolítico.
A pesar de la globalización a menudo vista como un proceso de homogeneización implacable, los intereses nacionales son heterogéneos. Por otra parte la búsqueda de soluciones a los problemas mundiales provoca el desplazamiento de las prioridades de integración de la gestión de las relaciones bilaterales hacia la organización de la acción colectiva. El resultado es un nuevo modelo de representación y gestión de la interdependencia, que tiende a aplicarse a un número cada vez mayor de ámbitos. También es destacable la aparición de una conciencia cívica mundial, en parte integrada por una crítica frente a la globalización. Así cada vez son más los movimientos y organizaciones que establecen su discurso a escala internacional o mundial.
En un principio el ámbito temático de la gobernanza global puede contener temas heredados de la geopolítica o de la teoría de las relaciones internacionales (por ejemplo, paz, defensa, geoestrategia, diplomacia, relaciones comerciales ...), pero a medida que la globalización se consolida, y que el número de interdependencias aumenta, la escala mundial deviene protagonista indispensable de un mayor número de temas. En este sentido existen propuestas y experiencias para la formación de un mayor número de redes e instituciones en todos los temas, que operan a escala planetaria. Estas conciernen a los partidos políticos; a los sindicatos; a las administraciones regionales; y a los parlamentarios de los Estados soberanos.
El crecimiento exponencial de nuevas tecnologías y especialmente de Internet, ha sido acompañado por el desarrollo de una comunidad mundial de producción e intercambio de bienes que está cambiando el paisaje de la industria del entretenimiento, y que influye en el comportamiento social de un número cada vez mayor de personas, así como en las pautas de organización de las instituciones, las empresas y la sociedad civil. Más allá de las comunidades peer-to-peer y de los proyectos de elaboración colectiva del conocimiento, tales como Wikipedia, que implican a millones de usuarios en todo el mundo, hay otros proyectos innovadores, tales como los tipos de propiedad alternativos a la propiedad privada como los Creative Commons, así como la práctica de la ciberdemocracia y la posibilidad de desarrollarla a escala sectorial, regional y mundial.

## Origen del término

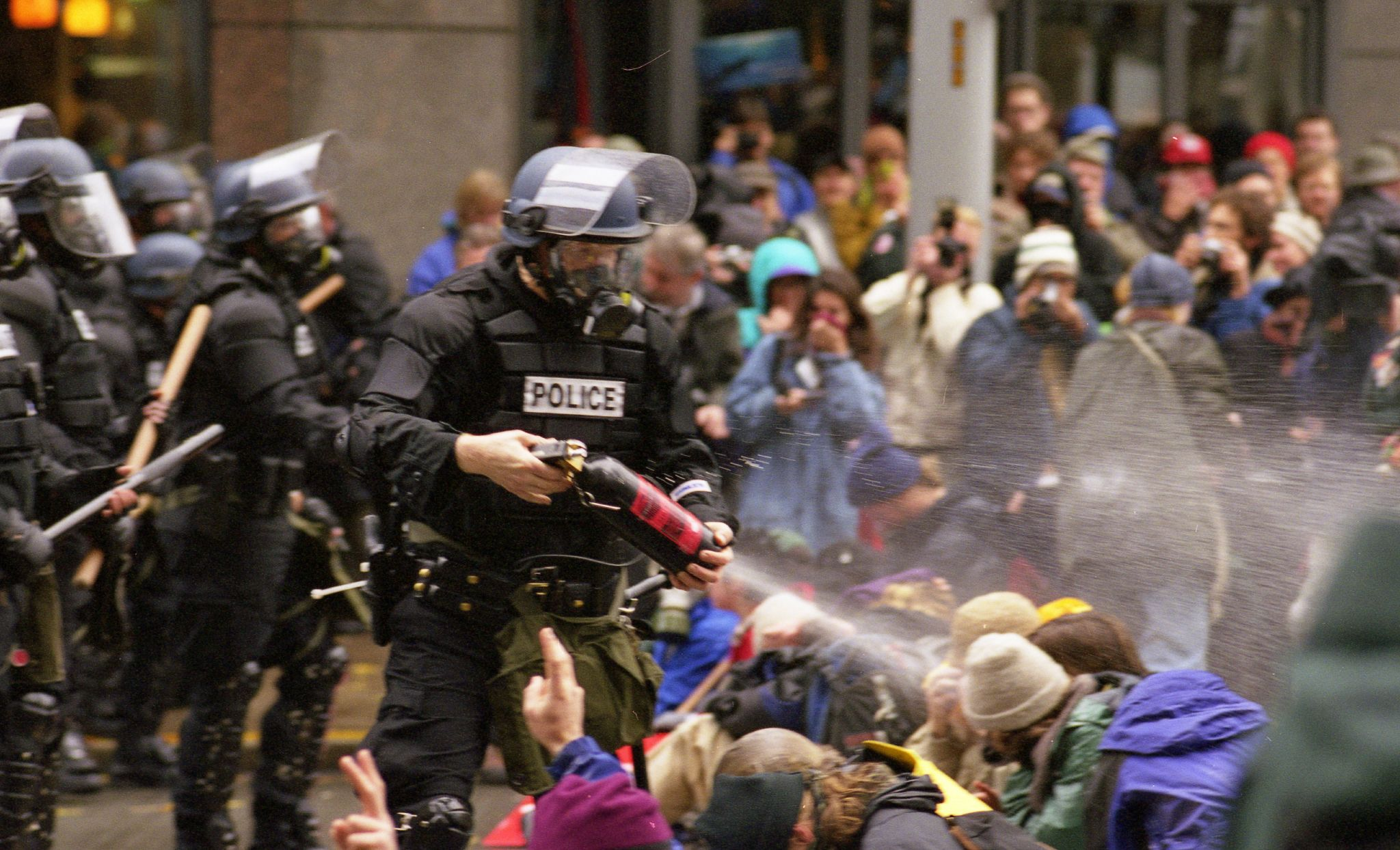
Contracumbre de Seattle.

El fin de la Unión Soviética en 1991 marcó el final de un periodo de la historia universal, considerado de “equilibrio”. Después de este acontecimiento el planeta se encuentra en una fase de ruptura geoestratégica. El modelo de “seguridad nacional”, por ejemplo, aunque continúa siendo válido para la mayoría de gobiernos, deja lugar progresivamente a una consciencia colectiva emergente que va más allá de ese marco estricto.
Hasta comienzos de los años 1980, la cuestión de la gobernanza mundial no era tenida en cuenta. El término usado era el de interdependencia para definir la gestión de las relaciones entre estados. En el contexto de la era posterior a la Guerra Fría, una nueva visión aparece a lo largo de esa década, a partir de un conjunto de cuestiones:
- Aumento de interés en el tema de la mundialización y debilitamiento progresivo de los Estados nación, que da lugar a una perspectiva de desplazamiento hacia el nivel mundial de herramientas de regulación que han perdido eficacia a escala nacional o regional.[13]
- Intensificación de la inquietud relativa al medio ambiente mundial, que recibe una sanción multilateral con ocasión de la cumbre de la Tierra de Río de Janeiro (1992). Los temas del clima y de la biodiversidad, que son tratados en prioridad en esta ocasión, representan un enfoque nuevo, que será conceptualizado con la expresión de Bien público mundial.[14]
- Emergencia de conflictos normativos (comercio y medio ambiente, comercio y derechos sociales comercio y sanidad pública), que, además de alargar los debates clásicos sobre los efectos sociales de las políticas de estabilización macroeconómica, destapan la cuestión del arbitrio entre objetivos igualmente legítimos en un sistema de gobernanza sectorial en el que los grandes temas de la interdependencia se confían a una institución internacional especializada. Estos conflictos, aunque a menudo son limitados, gozan de un gran alcanza simbólico puesto que relevan la cuestión de los principios y las instituciones de arbitraje.[15]
- Mayor cuestionamiento, por último, de las normas e instituciones internacionales, por parte de los países en desarrollo que tienen dificultades para aceptar que los países industrializados mantengan el poder y den privilegio a sus propios intereses, y por parte de una sociedad civil para quien el sistema de gobernanza internacional se ha convertido en el verdadero centro de poder, y que se rebela al mismo tiempo contra sus principios y sus procedimientos. Si estas dos críticas a menudo son opuestas en sus hipótesis y objetivos, pueden coincidir para desafiar la posición dominante de los países desarrollados y de las grandes organizaciones, como lo ha demostrado simbólicamente el fracaso de la cumbre de Seattle de la Organización Mundial del Comercio (OMC) en 1999.[16]

## Gobernabilidad y gobernanza

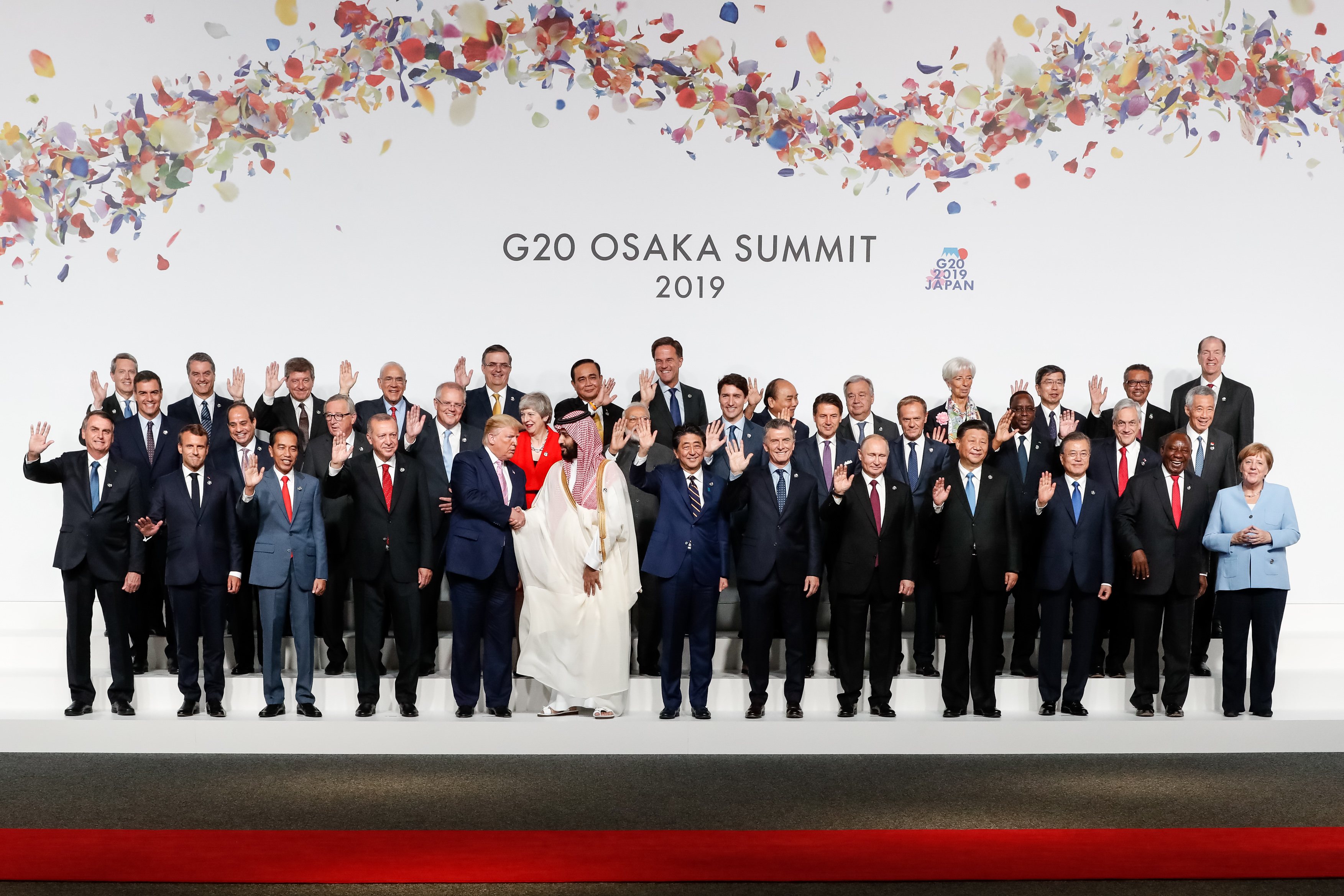

La noción de “gobernanza” es a la vez polisémica y polémica. Se confunde muy a menudo con el término gobernabilidad. Aunque estos dos conceptos no son sinónimos, hay debate sobre los criterios que permiten distinguirlos. Ambos traducen la noción anglosajona de governance, aunque solo gobernabilidad traduce governability, que se usa de manera más restringida.
Los términos gobernanza y gobernabilidad se utilizan mucho en los ámbitos del management privado, de las organizaciones internacionales, de las ciencias sociales y de las instituciones políticas tanto nacionales como regionales (por ejemplo, la Unión Europea).
La rápida difusión de la palabra desde los años 1990 parece traducir la conciencia de un cambio de paradigma en las relaciones de poder. Se ha percibido la insuficiencia del concepto clásico de “gobierno” para describir las transformaciones que se han ido produciendo en el contexto de la globalización. Ante el surgimiento de empresas multinacionales con presupuestos superiores a los de ciertos estados soberanos o de organizaciones no gubernamentales con una creciente capacidad de acción y de presión en los ámbitos tanto local como internacional, los gobiernos nacionales han pasado de ser la referencia central de la organización política a ser uno de sus componentes.

## Temas de la gobernanza mundial

### Derecho global

Países con políticos implicados directa o indirectamente en los Panama Papers.

#### Constitución Mundial
Tras la disolución de la Unión Soviética se ha ido gestando en las relaciones internacionales una crisis que afecta a lo que el jurista italiano Luigi Ferrajoli ha considerado como “ese embrión de constitución mundial que representan la Carta de las Naciones Unidas, y las distintas declaraciones y convenciones sobre los derechos fundamentales”. Sin embargo, no existe consenso sobre el hecho de que dicha carta represente la constitución mundial.
La idea de una constitución mundial tiene antecedentes como por ejemplo cuando en el siglo XIV las ciudades-estado italianas desarrollaron la “doctrina estatutaria” para solucionar los problemas que surgieran entre las múltiples jurisdicciones legales. A pesar de su larga historia, la creación de un sistema sensible al bienestar de todas las personas ha chocado con el problema de la soberanía del estado nación, por lo que los intentos de establecer una ley internacional solo han tenido un éxito parcial. Y es que el estado nación tiene la prerrogativa de pasar por alto leyes o derechos reconocidos por terceros.

#### Reforma de las Instituciones Internacionales
Uno de los aspectos más importantes de la reforma de la Organización de las Naciones Unidas es el problema de la representatividad en la Asamblea General. En la Asamblea, que funciona sobre el principio de "un Estado un voto", estados con un tamaño extremadamente desigual tienen el mismo peso en la votación, lo que distorsiona la representatividad. Como resultado de ello, son las instancias de acción o de concertación del Consejo de Seguridad de las Naciones Unidas las que toman las decisiones.
Por otra parte, la reforma del sistema monetario internacional busca resolver el problema más destacado por el economista británico John Maynard Keynes: “la asimetría entre el ajuste de los Estados Unidos y otros países deficitarios (especialmente europeos) y el comportamiento macro de las economías con superávit, entre ellas China, los países petrolíferos y Alemania”. Así, por ejemplo, durante la Gran Recesión el presidente del Banco Popular de China planteó que era necesario eliminar paulatinamente el papel desempeñado el dólar estadounidense en el centro del sistema y la Comisión de Expertos de la Naciones Unidas sobre Reformas del Sistema Monetario y Financiero Internacional se centró en la modificación del sistema mundial de reservas.

#### Supranacionalidad
La supranacionalidad es un sistema político y de gobierno en el cual un conjunto de Estados ceden y comparten parte de su soberanía (en mayor o menor medida, dependiendo del grado de supranacionalidad) a una entidad superior, atribuyéndole y compartiendo a este, ciertas competencias de gobierno. Uno de los objetivos de los gobiernos supranacionales desde el punto de vista del globalismo es la internacionalización de la economía, la implantación de sistemas monetarios supranacionales, etc. , aunque se pueden tener otros objetivos, como la regulación de las transacciones internacionales y la preservación de los derechos humanos, el medio ambiente y otros objetivos similares.
Es importante diferenciar el término nación de Estado, ya que el primero tiene un sentido más bien cultural e histórico y el segundo tiene que ver con las estructuras gubernamentales que pueden tener una nación o un conjunto de naciones.

### Economía y mundialización
Se entiende por gobernanza financiera el conjunto de procesos, reglas, normas, valores e instituciones a través de los cuales los diferentes actores (organismos públicos locales, estatales e internacionales , así como empresas, movimientos sociales y ciudadanos, entre otros) gestionan las finanzas, es decir los sistemas y los mercados financieros, en cualquier territorio desde la escala local a la mundial. En tanto que suma de elementos diversos, la gobernanza financiera presenta una "arquitectura" o "cartografía", es decir un modelo formal más o menos estructurado en el que se sitúan éstos elementos y las relaciones que se establecen entre ellos.
La progresiva globalización de los mercados financieros y la influencia determinante de la economía mundial sobre las economías nacionales, que han tenido lugar durante las últimas décadas, provocan que la problemática, los desafíos y las actividades relacionadas con las finanzas, es decir, la gobernanza financiera a escala mundial, pasen a ocupar hoy en día una situación predominante, en comparación con la gobernanza de las finanzas que acontece en escalas inferiores y especialmente en detrimento de los sistemas financieros nacionales. Por ese motivo será también objeto de especial interés en esta nota.
Todo sistema financiero tiene por misión fundamental la aportación, la autorización y la valorización de crédito para la sociedad de la que forma parte. Según Dembinski la finanza es un subsistema económico que cumple tres funciones específicas: a) garantizar el tráfico de pagos; b) recolectar el ahorro y ponerlo al servicio de proyectos de inversión; y c) evaluar el riesgo, atribuirle un valor y permitir que sea asignado de forma eficiente. Según Germain a la misión principal de cualquier sistema financiero contemporáneo de asegurar el aporte de fondos para el desarrollo de la sociedad, se añade la procura de un cierto grado de equidad social y de autonomía política.
En la actualidad el sistema financiero se caracteriza por dominar al mercado económico por el mayor valor y la mayor inmediatez de sus transacciones, en un contexto en el que los dos compiten en el mismo terreno (uso de los mismos medios de cambio, concretamente el mismo sistema monetario).
Desde una óptica geopolítica, el sistema financiero mundial contemporáneo se caracteriza por una transferencia creciente de influencia hacia los países emergentes a causa de la expansión económica de sus mercados. Finalmente la Crisis financiera de 2008 ha puesto sobre la mesa el debate sobre la necesidad de una gobernanza que responda a las expectativas del conjunto de actores del sistema financiero. Según Germain se trata de determinar qué organizaciones están implicadas en la gobernanza, y cómo interactúan, mediante normas y acuerdos, en miras a producir sistemas transparentes, legítimos, eficientes y justos.

### Paz, seguridad y resolución de conflictos
La forma e intensidad de los conflictos armados ha cambiado desde la caída del Muro de Berlín en 1989. Los atentados del 11 de septiembre de 2001, las guerras en Afganistán y Irak, los atentados sistemáticos ponen de manifiesto, entre otras cosas, que los conflictos pueden ser mortales, no sólo directamente para las partes beligerantes, sino también para el resto del mundo.
Al mismo tiempo, las guerras civiles siguen produciéndose especialmente en las regiones algunos países de África Oriental y central y el Oriente Medio. Estas zonas y otras seguían inmersas en situaciones de crisis, obstruidas por regímenes autoritarios, y sectores enteros de su población sumidos en una baja calidad de vida. Las guerras y los conflictos tienen muchas causas: desigualdades económicas, conflictos sociales, sectarismo religioso, disputas territoriales, control de los recursos clave como el agua y la tierra. En todos los casos, lustran una crisis profunda de la gobernanza mundial.
El ambiente bélico que resulta de estas acciones impregna las relaciones internacionales de un nacionalismo competitivo y contribuye, tanto en los países ricos como en los pobres, a aumentar los presupuestos militares y drenar grandes sumas de fondos públicos hacia la industria de armamentos y la innovación científica con fines militares, y contribuir al mismo tiempo a una mayor inseguridad global. Se trata de enormes sumas de las que sólo una parte sería suficiente para resolver el problema de las necesidades básicas de la población mundial y reducir drásticamente las causas que conducen a las guerras y al terrorismo.
En cuanto al papel de las instituciones internacionales en la resolución de los conflictos armados, pequeñas unidades de despliegue rápido podrán intervenir en la región correspondiente, con un mandato exclusivo de un sistema de Naciones Unidas refundado y democrático, o por defecto por las autoridades regionales competentes como la Unión Europea. Estas unidades pueden estar compuestas "a la carta" para cada conflicto, por ejércitos de varios países, como fue el caso de la Fuerza Provisional de las Naciones Unidas para el Líbano (FINUL) en el conflicto israelo-libanés de 2006. A cambio, ningún ejército nacional será autorizado a intervenir unilateralmente fuera de su territorio sin un mandato de la ONU o regional.
Por último, otra cuestión que merece ser tratada es la de las condiciones legítimas del uso de la fuerza y de la conducta durante la guerra. Jean-René Bachelet intenta responder con una conceptualización de la ética militar que esté en consonancia con la exigencia del "principio de humanidad". El autor define este principio así: "todos los seres humanos pertenecen a una humanidad común y todos tienen derecho al respeto de su vida, su integridad y su dignidad."

### Ciencia, educación, información y comunicación

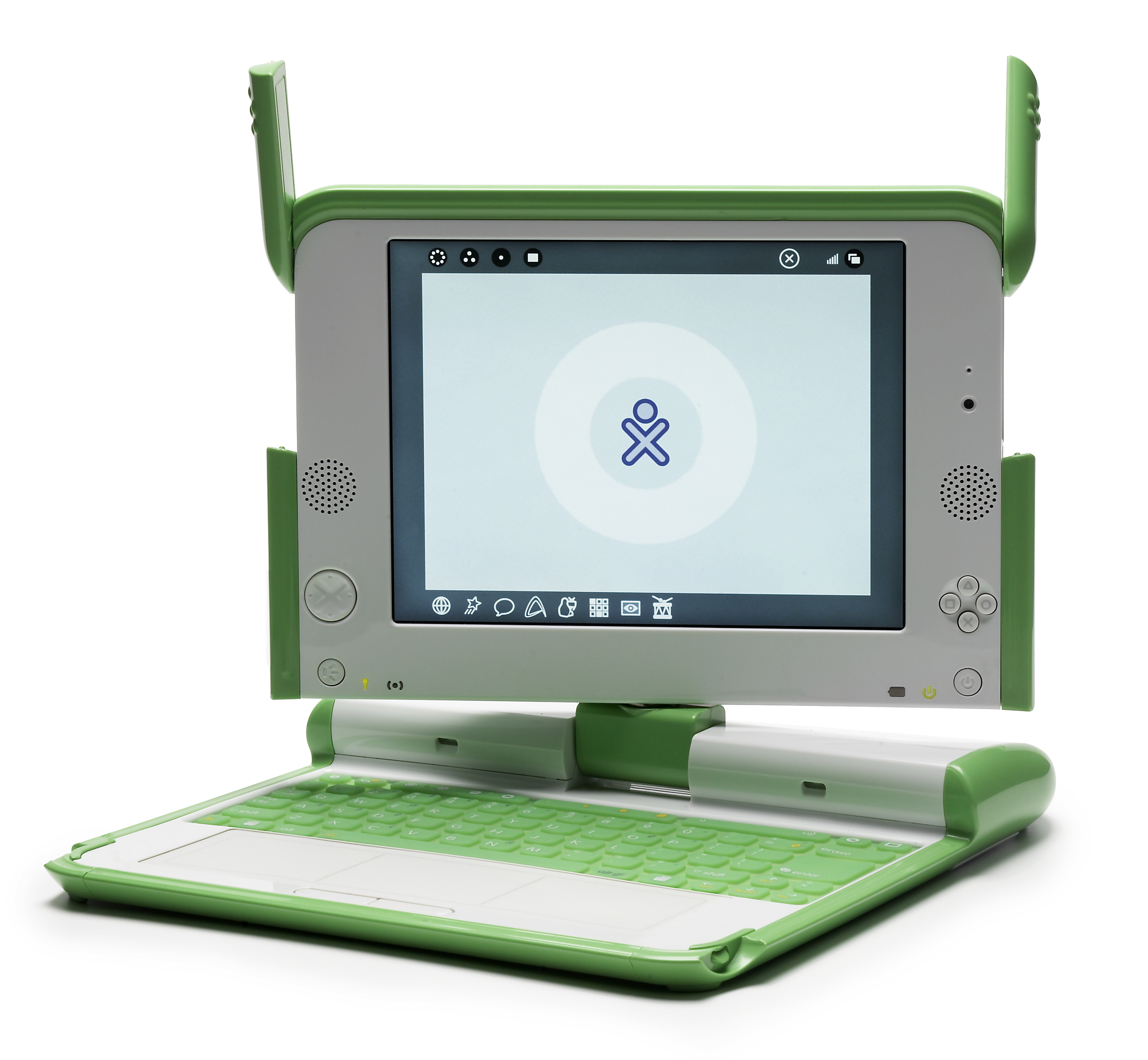

Gobierno de TI es el alineamiento de las Tecnologías de la información y la comunicación (TI) con la estrategia del negocio. Hereda las metas y la estrategia a todos los departamentos de la empresa, y proporciona el mejor uso de la tecnología y de sus estructuras organizativas para alcanzarlas.
Aún y cuándo no existe una definición exacta de lo que es la gobernanza de tecnologías de la información (TI), trataremos de conceptualizarla tomando los puntos clave de los conceptos que mayormente se utilizan para hacer referencia a la gobernanza de TI. 
¿Qué es Gobierno de TI?
El Gobierno de TI consiste en un completo marco de estructuras, procesos y mecanismos relacionales. Las estructuras implican la existencia de funciones de responsabilidad, como los ejecutivos y responsables de las cuentas de TI, así como diversos comités de TI. Los procesos se refieren a la monitorización y a la toma de decisiones estratégicas de TI. Los mecanismos relacionales incluyen las alianzas y la participación de la empresa/organización de TI, el diálogo en la estrategia y el aprendizaje compartido. (Jan van Bon, 2010)
El gobierno de las Tecnologías de la Información (TI) se ha desarrollado enormemente desde la aparición del estándar ISO/IEC-38500. Sin embargo las organizaciones suelen experimentar dificultades a la hora de la implementación del estándar, ya que los principales interesados pueden llegar a ser excluidos del marco de gobierno, provocando la ausencia de su necesaria implicación. (Angel Cobo Ortega)
Se entiende por Gobierno TI, el conjunto de acciones que realiza el área de TI en coordinación con la alta dirección para movilizar sus recursos de la forma más eficiente en respuesta a requisitos regulatorios, operativos o del negocio. (TCP, 2014)
Constituye una parte esencial del gobierno de la empresa en su conjunto y aglutina la estructura organizativa y directiva necesaria para asegurar que TI soporta y facilita el desarrollo de los objetivos estratégicos definidos.

### Impacto socioeconómico de la pandemia de COVID-19

Países del mundo cuyas economías entraron en recesión en 2020 (en marrón).

El impacto socioeconómico de la pandemia de COVID-19 es una grave crisis mundial que inició a principios del año 2020, primeramente en China, y luego en todo el mundo, causado principalmente por la expansión de la enfermedad COVID-19. La pandemia de COVID-19 provocó, entre otras cosas, un impacto socioeconómico a nivel global. La alta circulación viral y rapidez de propagación del virus, así como las medidas impuestas por los Gobiernos con el fin de controlar la enfermedad para evitar un colapso sanitario, ha afectado severamente a la economía de los países, así como al estilo de vida de sus ciudadanos. Se ha dado lo que se conoce como "Exceso de mortalidad" en varios países del mundo debido a la COVID-19.
Esta crisis, a veces llamada el Gran Encierro, el Gran Confinamiento, la Coronacrisis o la crisis económica por coronavirus, ha causado la mayor recesión mundial de la historia. Esta crisis ha causado la caída del mercado de valores de 2020, un fuerte aumento del desempleo, el colapso de la industria del turismo, el colapso de la industria hotelera, el colapso de la industria de la aviación, el colapso del precio del petróleo, el colapso de pequeñas empresas, la desestabilización y colapso de la industria energética, el aumento de la deuda pública, el aumento de la desigualdad económica entre ricos y pobres, el cierre masivo de escuelas, el aumento de la desigualdad de aprendizaje educativo entre ricos y pobres, una gran desaceleración de la actividad del consumidor, una crisis de liquidez del mercado, la suspensión masiva de eventos culturales, artísticos, deportivos, religiosos, políticos, entretenimientos, entre otros eventos; así como grandes protestas y disturbios alrededor del mundo.
Durante los primeros meses, cuando la epidemia se limitaba casi exclusivamente a China, se produjo escasez generalizada de productos farmacéuticos, electrónicos y otros productos manufacturados debido a la paralización de numerosas fábricas en China. En ciertas localidades (en particular en Italia y Hong Kong) se observaron compras de pánico y la consiguiente escasez de comida y otros artículos esenciales de abastecimiento. La caída de la demanda de materias primas por el parón de actividad en China primero y luego en el resto del mundo llevó a fuertes caídas de precios, en particular del petróleo, lo cual perjudicó a los países y empresas productores. El miedo de los inversores les llevó a refugiar su dinero en valores considerados seguros, en particular la deuda pública de los países percibidos como más solventes. De manera colectiva, los empleos destruidos representan más de una cuarta parte de todos los puestos de trabajo en estas economías. A medida que las empresas pierden ingresos, el desempleo aumenta considerablemente, lo que transforma una perturbación en la oferta sobre una perturbación en la demanda aún más extensa para la economía.
Los mercados bursátiles mundiales empezaron a caer fuertemente el 24 de febrero de 2020 debido al aumento significativo en el número de casos de COVID-19 fuera de China continental. Para el 28 de febrero de 2020, los mercados bursátiles de todo el mundo acumulaban los mayores descensos de una semana desde la crisis financiera de 2008. Algunos comentaristas llamaron a esta caída un «cisne negro», si bien el inventor del concepto de cisne negro no está de acuerdo con la etiqueta porque considera que una pandemia como la de COVID-19 era altamente probable.  Las fuertes caídas prosiguieron las semanas siguientes, con fuertes bajadas el 9 de marzo y el 12 de marzo. 
A mediados de marzo la gravedad de la crisis obligó a intervenir a los gobiernos y a los bancos centrales de muchos países, a través de la política monetaria y la fiscal para evitar el colapso de la economía Los mercados bursátiles rebotaron rápidamente debido a la intervención de los bancos centrales de las principales potencias financieras, que inundaron de liquidez el sistema y redujeron fuertemente los tipos de interés. El índice estadounidense S&P500 recuperó su valor anterior a la pandemia en junio y en noviembre se batió el récord de subida mensual en las principales bolsas del mundo. Además de las acciones, también subieron fuertemente otros activos como el oro y las criptomonedas. Los mercados de Estados Unidos y de Alemania terminaron el año en máximos históricos, mientras que los de otros países como el Reino Unido y España cerraron 2020 con fuertes pérdidas. Las principales fortunas del mundo vieron aumentar su patrimonio alrededor de un 24% a lo largo del año.

## Gobernanza multipartes
La gobernanza multipartes es un sistema de gobernanza nuevo y en evolución. Trata de reunir a las partes interesadas para que participen en el diálogo, la adopción de decisiones y la aplicación de respuestas a problemas percibidos conjuntamente. El principio en que se basa esa estructura es el siguiente: si los agentes que intervienen en una cuestión hacen suficientes contribuciones, la decisión consensuada final adquiere más legitimidad y puede aplicarse con mayor eficacia que una respuesta tradicional basada en el Estado. Si bien la evolución de la gobernanza multipartes se produce principalmente a nivel internacional, las asociaciones público-privadas (APP) son similares a las nacionales.
Las partes interesadas se refieren a un conjunto de agentes de diferentes esferas sociales, políticas y económicas que colaboran intencionadamente para gobernar un área física, social, económica o política. La gama de actores puede incluir empresas multinacional, gobiernos, organismos de la sociedad civil, expertos, académicos, líderes comunitarios, figuras religiosas, personalidades de los medios de comunicación y otros grupos institucionales.
Una condición mínima con relación a la gama de partes interesadas es que un grupo multipartes debe contar con por lo menos dos actores de diferentes grupos sociales, políticos o económicos. De no ser así, el grupo es una asociación empresarial (todos son grupos empresariales), un organismo multilateral (todos son gobiernos), un organismo profesional (todos son académicos), etc. Casi todos los organismos multipartes tienen por lo menos una corporación multinacional o un órgano afiliado a una empresa y por lo menos una organización de la sociedad civil o una alianza de organizaciones de la sociedad civil como miembros principales.
Entre las terminologías alternativas para la gobernanza multipartes figuran las iniciativas de múltiples partes interesadas, múltiples partes interesadas, los procesos de múltiples partes interesadas (MSP), las asociaciones público-privadas (APP), los acuerdos de gobernanza informales y las regulaciones no estatales.
El término clave "multiparticipación" (o "multistakeholderism") se escribe cada vez más todo junto con el objeto de mantener la coherencia con su predecesor "multilateralismo" y para asociar esta nueva forma de gobernanza con uno de los principales actores implicados que también se suele escribir todo junto: las "multinacionales". La expresión "multiparticipación" se utiliza de manera similar en paralelo con el bilateralismo y el regionalismo.

## Índice de gobernanza mundial

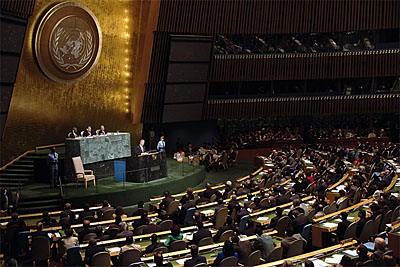
La Asamblea General de las Naciones Unidas durante un periodo de sesión plenaria.

El Índice de gobernanza mundial (WGI por las siglas de su denominación en inglés, World Governance Index) es un indicador desarrollado en 2008 por el Foro para una Nueva Gobernanza Mundial (FnWG por sus siglas en inglés). Pretende proporcionar, año a año, una imagen precisa de la situación de la gobernanza mundial y de su evolución. Basándose en las posiciones de cada país individual y del mundo en general en términos de gobernanza, este índice se propone que quienes están a cargo de la gobernanza hagan las preguntas apropiadas cuando piensen en soluciones a uno de los principales problemas del siglo XXI. 
Por ejemplo cuestiones como la Guerra comercial entre China y Estados Unidos o el cambio climático derivan de una mala gobernanza mundial. El administrador del Programa de las Naciones Unidas para el Desarrollo (PNUD), Achim Steiner, declaró en 2019: «Creo que existe la clara necesidad de mejorar la gobernanza y la creación de instituciones, porque los países en los que los Gobiernos no funcionan, tarde o temprano se desmoronan.»

## Desglobalización
La desglobalización es el proceso de disminución de la interdependencia y la integración entre ciertas unidades en todo el mundo, por lo general en los Estados nación. Es ampliamente utilizado para describir los periodos de la historia económica, cuando el comercio y la inversión entre países disminuyen. Se destaca en contraste con la globalización, en el que las unidades incrementan su integración cada vez más con el tiempo, y por lo general extiende el tiempo entre períodos de globalización. El término de desglobalización ha derivado de algunos de los muy profundos cambios en muchos países desarrollados, donde el comercio como una proporción de la actividad económica total se redujo entre 1914 y 1970. Este descenso se refiere a que sus economías se vuelven menos integradas con el resto de las economías del mundo, a pesar de la profundización del alcance de la globalización económica.
Mientras que con la globalización, se puede hacer referencia a la economía, el comercio, las dimensiones sociales, tecnológicos, culturales y políticos, gran parte del trabajo que se ha llevado a cabo en el estudio de la desglobalización se refiere al campo de la economía internacional.

## Puntos de vista y propuestas sobre la gobernanza mundial
El proceso de la mundialización implica, entre otras cosas, la producción de reglas a escala mundial. En este sentido, el politólogo Jan Aart Scholte afirmó en 2007 que estas transformaciones son insuficientes respecto a las necesidades, "estamos asistiendo a una expansión sin precedentes del cuerpo normativo que rige las jurisdicciones mundiales. Sin embargo, esta gobernanza mundial sigue siendo débil en conjunto respecto a las necesidades de la política pública mundial. Las carencias en materia moral, de fundamentos jurídicos, de suministro material, de reconocimiento democrático y de dirigentes carismáticos han creado un déficit de legitimidad de los regímenes existentes."
Actores institucionales o estatales como el Foro Parlamentario Mundial, que reúne libremente a parlamentarios de todos los estados y que tiene lugar cada año en paralelo al Foro Social Mundial, se ha reunido por sexta vez en Caracas en 2006 y ha producido una declaración que contiene un conjunto de propuestas que manifiesten su punto de vista sobre los cambios que se consideran necesarios.
Existen además otras propuestas, publicadas en el cuaderno de propuestas para la gobernanza mundial: materializar el principio de responsabilidad; aumentar la implicación de la sociedad civil en la formulación y en la aplicación del derecho internacional; mejorar la implicación de los parlamentos nacionales en la elaboración y aplicación del derecho internacional; reequilibrar, en beneficio del Sur, las modalidades de negociación y de aplicación del derecho; acelerar la creación de conjuntos regionales; extender y precisar la noción de bien común; distinguir los poderes de propuesta y de decisión para reconstruir las Naciones Unidas; Desarrollar sistemas independientes de vigilancia, alerta y evaluación; diversificar y estabilizar las bases financieras de la acción colectiva internacional; emprender un amplio proceso de consulta, un nuevo Bretton Woods para las Naciones Unidas.
Por su parte, el economista Joseph Stiglitz propuso en 2004 una lista de las reformas sobre la organización interna y el papel de diversas instituciones internacionales en el marco de la gobernanza mundial. El autor enunció también temas como la fiscalidad global, la gestión de los recursos mundiales y del medioambiente, la producción y la protección del conocimiento mundial, y la necesidad de una infraestructura jurídica mundial.
Desde otro punto de vista, aunque percibidos a menudo como un problema que resolver en lugar de como un pueblo o una región con derecho a voz propia en la política internacional, los africanos y África pueden inspirar y participar en la construcción de la gobernanza mundial, entre otros, a partir de su tradición filosófica de solidaridad comunitaria y social. En este sentido, por ejemplo, el investigador Sabelo J. Ndlovu-Gathseni recordó en 2009 la pertinencia del concepto de Ubuntu, que destaca la interdependencia entre los seres humanos.

### El papel de la Unión Europea
Ya en 2008, el expimer ministro francés Michel Rocard afirmaba que no existía una visión europea común sino más bien una historia colectiva que permitía a los europeos de decantarse hacia la construcción de proyectos graduales de convergencia política tales como el de la propia Unión Europea (UE). A partir de la afirmación de este hecho, Rocard imaginaba una perspectiva europea, que abogase por el desarrollo de tres vías para la construcción de la gobernanza mundial: la reforma de la Organización de las Naciones Unidas, el desarrollo de los tratados internacionales como fuente principal de regulación mundial y, para acabar, "la penetración progresiva de la justicia en el ámbito internacional". Para el autor en ese momento existían "grandes temas de actualidad" como la adhesión de todos los países a la Corte Penal Internacional; la posibilidad de una policía internacional autorizada a detener a criminales internacionales; el desarrollo de procedimientos judiciales frente a los paraísos fiscales, a las actividades de contaminación masiva, a los Estados que apoyan actividades terroristas.
Por su parte, el investigador Martín Ortega Carcelén sugirió en 2007 que la UE debería hacer una contribución más importante a la gobernanza global, sobre todo actuando a través de organizaciones internacionales. Los Estados miembros de la UE, por ejemplo, deberían hallar un acuerdo sobre la reforma del Consejo de Seguridad de Naciones Unidas.
En 2021, el economista Guido Montani consideró que la ambición estratégica de la UE no debía consistir únicamente en “hacerse un hueco entre las principales potencias, sino remodelar la gobernanza mundial”. El analista recordó que Los líderes la UE habían lanzado una propuesta que, en su opinión, puedía verse como “un primer paso hacia la gobernanza mundial”. Y es que junto con el secretario general de Naciones Unidas, Antonio Guterres, los presidentes Ursula von der Leyen y Charles Michel con el respaldo del eje franco-alemán (Emmanuel Macron y Angela Merkel) se manifestaron a favor de una emisión extraordinaria de Derechos Especiales de Giro (DEG) del Fondo Monetario Internacional, para superar la crisis de la pandemia de COVID-19 y luchar contra el calentamiento global.
Efecto Bruselas
El Efecto Bruselas (en inglés: The Brussels Effect) es un término acuñado en 2012 por la profesora Anu Bradford de Columbia Law School y nombrado según el similar “Efecto California” que puede ser visto en los Estados Unidos. La tesis de Bradford es que la fuerza de la Unión Europea radica en su capacidad de crear un marco regulador común.